# St George's Chapel
St George's Chapel er et slotskapel i Windsor Castle opført gotisk stil. Det er en såkaldt Royal Peculiar (en kirke under monarkens direkte jurisdiktion) og Hosebåndsordenens kapel. St George's Chapel blev grundlagt i det 14. århundrede af kong Edvard 3. og var genstand for en omfattende udvidelse i slutningen af det 15. århundrede. Det er placeret i den nederste del af slottet.
Slottet har tilhørt monarkiet i næsten 1.000 år. Derfor har kapellet har været ramme for mange kongelige begivenheder, bryllupper og begravelser. I det 19. århundrede afløste St George's Chapel og den nærliggende Frogmore Gardens Westminster Abbey som det sædvanlige begravelsessted for den britiske kongefamilie. Ansvaret for driften af kapellet er placeret hos Windsors dekan og kannikker.

## Historie

### Fra grundlæggelsen og frem
I 1348 grundlagde kong Edvard 3. to religiøse kollegier: St Stephen's i Westminster og St George's i Windsor. Det nye kollegium i Windsor var knyttet til Edvard Bekenderens kapel, som var blevet bygget af Henrik 3. i begyndelsen af 1200-tallet. Kapellet blev derefter genindviet til den hellige jomfru Maria, Sankt Jørgen og Edvard Bekenderen, men blev snart kun kendt for sin indvielse til Sankt Jørgen.
I 1475 blev en radikal ombygning af St George's Chapel sat i gang af Edvard 4. og videreført af Henrik 7. og Henrik 8. indtil dens afslutning i 1528. Det 13. århundredes Edvard Bekenders kapel fra 1200-tallet blev udvidet til et katedrallignende rum under ledelse af Richard Beauchamp, biskop af Salisbury, og murermesteren Henry Janyns.
Kapellet blev hærget under Den engelske borgerkrig. Rundhoveder brød ind og plyndrede kapellet og skatkammeret den 23. oktober 1642. Yderligere plyndring fandt sted i 1643, da kapitelhuset fra det 15. årh. blev ødelagt, bly blev fjernet fra kapellets tag, og dele af Henrik 8.'s ufærdige begravelsesmonument blev stjålet. Efter sin henrettelse i 1649 blev Karl 1. begravet i en lille hvælving i midten af koret i St George's Chapel, som også indeholdt kisterne tilhørende Henrik 8. og Jane Seymour.
I løbet af sit liv og regeringstid var kong Georg 3. ansvarlig for at genoplive den kongelig interesse for Windsor Castle, som havde været meget overset, efter at Huset Hannover var kommet til Storbritanniens trone i 1714. Den 12. august 1776 deltog kongefamilien for første gang i gudstjenesten søndag morgen i St George's Chapel – som de kaldte "katedralen". Georg 3. var engageret i St George's Chapel. Han stod bag og finansierede i høj grad en omfattende restaurering af kapellet fra 1780 til 1790.
Under Dronning Victorias regeringstid var der yderligere ændringer i kapellets udformning. Den østlige ende af koret blev ombygget til minde om prins Albert. Lady Chapel, som var blevet opgivet af Henrik 7., blev færdiggjort og omdøbt til Albert Memorial Chapel.
I begyndelsen af det tyvende århundrede krævede de bukkede vægge, revnede hvælvinger, forfaldne sten og afskrællede bly omgående handling. I 1920 begyndte et tiltrængt tiårigt restaureringsprojekt på St George's Chapel.
King George VI Memorial Chapel blev bygget i 1969 mellem Rutland Chapel og det nordlige kor i St George's Chapel efter et design af George Pace.

### The Royal Beasts
På kapellets tag, stående på fialerne, og også på fialerne i siderne, er der seksoghalvfjerds heraldiske statuer, der repræsenterer The Royal Beasts,14 heraldiske dyr: Englands løve, Wales røde drage, Jane Seymours panter, Yorks falk, Clarences sorte tyr, Beauforts yale, Mortimers hvide løve, Richmonds Greyhound, Richard 2.'s hvide hjort, Bohuns antilope med sølv halsbåndet, Ulsters sorte drage, Herefords hvide svane, Edvard 3.'s enhjørning og Kents gyldne hjort. 
De originale heraldiske dyr stammede fra det sekstende århundrede, men blev fjernet i 1682 efter råd fra Sir Christopher Wren. Wren havde kritiseret Reigate-stenen, den kalkholdige sandsten, som de var konstrueret af. De nuværende statuer er fra 1925, hvor kapellet blev restaureret. 

## Hosebåndsordenen

### Hosebåndsordenens gudstjeneste
Hosebåndsordenens medlemmer mødes hver juni i Windsor Castle til en årlig gudstjeneste (Garter Service). Efter frokost i State Apartments (i slottet øvre del), går de i procession til fods i deres dragter og distinktioner, ned til St George's Chapel til gudstjenesten. Garter Service blev genoplivet i 1948 af kong Georg 6. i forbindelse med 600-året for ordenens grundlæggelse og er siden blevet en årlig begivenhed.

### Heraldik
Efter deres indsættelse får medlemmerne hver tildelt en korstol i kapelkoret, over hvilken hans eller hendes heraldiske deviser står skrevet. Et medlems sværd er placeret under en hjelm, som er dekoreret med et hjelmklæde og toppet med en emblem, en lille krone eller en stor krone. Over dette er et medlems heraldiske banner hejst med hans våbenskjold.
På ryggen af korstolen er en lille kunstfærdigt udført emaljeret messingplade fastgjort. Den fortæller om korstolens ejermands med navn og våbenskjold med andre inskriptioner. Ved et medlems død fjernes sværdet, hjelmen, kappen, våbenskjoldet, den store krone eller lille krone og banneret. En gudstjeneste, der markerer et afdød medlems død, skal afholdes, før korstolen kan overdrages til en anden. Ceremonien finder sted i kapellet, hvor de 'Windsors militære riddere' bærer det afdøde medlems banner og overgiver det til Windsors dekan, som placerer det på alteret. Korstolspladerne bliver dog ikke fjernet. De forbliver permanent fastgjort til korstolen, så kapellets korstole er prydet med en samling på 800 plader, der gennem historien har tilhørt ordenens medlemmer.

## Vielser
I kapellet har der været gennemført mange kongelige vielser, især med dronning Victorias børn. De har inkluderet:
| År   | Brudgom                                                    | Brud                                                              |
| ---- | ---------------------------------------------------------- | ----------------------------------------------------------------- |
| 1863 | Albert Edward, Fyrste af Wales                             | Prinsesse Alexandra af Danmark                                    |
| 1866 | Prins Christian af Slesvig-Holsten-Sonderburg-Augustenburg | Prinsesse Helena                                                  |
| 1871 | John Campbell, markis af Lorne                             | Prinsesse Louise                                                  |
| 1879 | Prins Arthur, hertug af Connaught og Strathearn            | Prinsesse Louise Margarete af Preussen                            |
| 1880 | Alphons, baron von Pawel-Rammingen                         | Prinsesse Frederica af Hannover                                   |
| 1882 | Prins Leopold, hertug af Albany                            | Prinsesse Helena af Waldeck og Pyrmont                            |
| 1891 | Prins Aribert af Anhalt                                    | Prinsesse Marie Louise af Slesvig-Holsten-Sønderborg-Augustenburg |
| 1904 | Prins Alexander af Teck                                    | Prinsesse Alice af Albany                                         |
| 1905 | Prins Gustaf Adolf af Sverige                              | Prinsesse Margareta af Connaught                                  |
| 1919 | Major John Evelyn Gibbs                                    | Lady Helena Cambridge                                             |
| 1957 | David Ian Liddell-Grainger                                 | Anne Abel Smith                                                   |
| 1992 | Timothy Taylor                                             | Lady Helen Windsor                                                |
| 1999 | Prins Edward                                               | Sophie Rhys-Jones                                                 |
| 2008 | Peter Phillips                                             | Autumn Kelly                                                      |
| 2018 | Prins Henry af Wales                                       | Meghan Markle                                                     |
| 2018 | Jack Brooksbank                                            | Prinsesse Eugenie af York                                         |
| 2019 | Thomas Kingston                                            | Lady Gabriella Windsor                                            |

Charles 3., dengang fyrste af Wales, og dronning Camilla, dengang hertuginde af Cornwall, modtog en velsignelse fra ærkebiskoppen af Canterbury efter deres vielse i 2005. 

## Begravelser
Kapellet har været begravelsessted for mange kongelige. Blandt dem der er begravet i kapellet er:

### Alter
- Georg, hertug af Bedford, den 22. marts 1479; søn af Edvard 4. og Elizabeth Woodville
- Maria af York, i 1482; datter af Edvard 4. og Elizabeth Woodville
- Edvard 4., konge af England, i 1483
- Henrik 6., konge af England, i 1484 (genbegravet fra Chertsey Abbey)
- Kisterne tilhørende to uidentificerede børn, som man mener kan være prinserne i Tower (Edvard 5., konge af England og Richard af Shrewsbury, hertug af York); sønner af Edvard 4. og Elizabeth Woodville
- Elizabeth Woodville, dronning af England, den 12. juni 1492; hustru til Edvard 4.
- Prinsesse Louise af Sachsen-Weimar-Eisenach, i 1832; niece af Adelaide af Sachsen-Meiningen[21]
- Edvard 7., konge af Storbritannien og kejser af Indien, den 20. maj 1910 (oprindeligt begravet i Royal Vault)[21]
- Alexandra af Danmark, dronning af Storbritannien og kejserinde af Indien, den 28. november 1925 (oprindeligt begravet i Royal Vault); hustru til Edvard 7. [21]

### Koret
- Jane Seymour, dronning af England, i 1537; tredje hustru til Henrik 8.
- Henrik 8., konge af England og Irland, i 1547
- Karl 1., konge af England, Skotland og Irland, i 1649
- Dødfødt søn af Anne, dronning af Storbritannien og prins Jørgen af Danmark, i 1698

### Kongelig hvælving
- Prinsesse Amelia af Storbritannien, i 1810; datter af Georg 3. og Charlotte af Mecklenburg-Strelitz[21]
- Prinsesse Augusta af Storbritannien, hertuginde af Brunswick-Lünenburg, i 1813; datter af Frederik Ludvig, Fyrste af Wales og Augusta af Sachsen-Gotha-Altenburg[21]
- Prinsesse Charlotte af Wales, i 1817; datter af Georg 4. og Caroline af Braunschweig-Wolfenbüttel[21]
- Dødfødt søn af prinsesse Charlotte af Wales og prins Leopold af Sachsen-Coburg-Saalfeld, i 1817[21]
- Charlotte af Mecklenburg-Strelitz, dronning af Det Forenede Kongerige og Hannover, i 1818; hustru til Georg 3.[21]
- Dødfødt datter af Ernest Augustus, konge af Hannover og Frederica af Mecklenburg-Strelitz, i 1818
- Georg 3., konge af Det Forenede Kongerige og Hannover, i 1820[21]
- Prins Edvard, hertug af Kent og Strathearn, i 1820; far til Victoria, dronning af Storbritannien[21]
- Prins Alfred af Storbritannien, i 1820 (genbegravelse); søn af Georg 3. og Charlotte af Mecklenburg-Strelitz[21]
- Prins Octavius af Storbritannien, i 1820 (genbegravelse); søn af Georg 3. og Charlotte af Mecklenburg-Strelitz[21]
- Prinsesse Elizabeth af Clarence, i 1821; datter af Vilhelm 4. og Adelaide af Sachsen-Meiningen[21]
- Prins Frederick, hertug af York og Albany, i 1827; søn af Georg 3. og Charlotte af Mecklenburg-Strelitz[21]
- Georg 4., konge af Det Forenede Kongerige og Hannover, i 1830 [21]
- Vilhelm 4., konge af Det Forenede Kongerige og Hannover, i 1837[21]
- Prinsesse Augusta Sophia af Det Forenede Kongerige, i 1840; datter af Georg 3. og Charlotte af Mecklenburg-Strelitz [21]
- Adelaide af Sachsen-Meiningen, dronning af Det Forenede Kongerige og Hannover, i 1849; hustru til Vilhelm 4. [21]
- Georg 5., den sidste konge af Hannover, i 1878; barnebarn af Georg 3. og Charlotte af Mecklenburg-Strelitz[21]
- Baronesse Victoria von Pawel-Rammingen, i 1881; datter af prinsesse Frederica af Hannover og Alphons, baron von Pawel-Rammingen[21]
- Prinsesse Mary Adelaide af Cambridge, hertuginde af Teck, i 1897; datter af prins Adof, hertug af Cambridge og prinsesse Augusta af Hessen-Kassel, mor til Mary af Teck[21]
- Franz, hertug af Teck, i 1900; far til Mary af Teck[21]
- Prinsesse Frederica af Hannover, Baronesse von Pawel-Rammingen, i 1926; datter af George V, konge af Hannover, og Marie af Sachsen-Altenburg[21]
- Prins Adof, hertug af Cambridge, i 1930 (genbegravelse); søn af Georg 3. og Charlotte af Mecklenburg-Strelitz[21]
- Prinsesse Augusta af Hessen-Kassel, hertuginde af Cambridge, i 1930 (genbegravelse); hustru til prins Adolf, hertug af Cambridge[21]

### Nær Vestdøren
- Georg 5., konge af Storbritannien og kejser af Indien, i 1936 (oprindeligt begravet i Royal Vault)[21]
- Mary af Teck, dronning af Storbritannien og kejserinde af Indien, i 1953; hustru til Georg 5.[21]

### King George VI Memorial Chapel
- Georg 6., konge af Storbritannien, kejser af Indien og leder af Commonwealth, den 26. marts 1969 (oprindeligt begravet i Royal Vault den 15. februar 1952 og flyttet til kapellet efter dets opførelse)
- Prinsesse Margaret, grevinde af Snowdon, i 2002 (aske); datter af Georg 6. og Elizabeth Bowes-Lyon[21]
- Elizabeth (født Bowes-Lyon), dronning af Storbritannien og kejserinde af Indien, i 2002; hustru til Georg 6.[21]
- Prins Philip, hertug af Edinburgh, i 2022 (blev oprindeligt begravet i Royal Vault i 2021 og flyttede til kapellet efter sin hustrus død); husbond til Elizabeth 2.[21]
- Elizabeth 2., dronning af Storbritannien og overhoved for Commonwealth, i 2022[21]

### Albert Memorial Chapel
- Prins Leopold, hertug af Albany, i 1884 (oprindeligt begravet i Royal Vault); søn af Victoria, dronning af Storbritannien og prins Albert af Sachsen-Coburg og Gotha[21]
- Prins Albert Victor, hertug af Clarence og Avondale, i 1892 (oprindeligt begravet i Royal Vault); søn af Edvard 7. og Alexandra af Danmark[21]

### Gloucester Vault
- Prins Vilhelm Henrik, hertug af Gloucester og Edinburgh, i 1805; søn af Frederik Ludvig, fyrste af Wales og Augusta af Sachsen-Gotha-Altenburg[21]
- Prins Vilhelm Frederik, hertug af Gloucester og Edinburgh, i 1834; søn af prins Vilhelm Frederik, hertug af Gloucester og Edinburgh og Maria Walpole[21]
- Prinsesse Sofia af Gloucester, i 1844; datter af prins Vilhelm Henrik, hertug af Gloucester og Edinburgh og Maria Walpole[21]
- Prinsesse Mary af Storbritannien, hertuginde af Gloucester og Edinburgh, i 1857; datter af Georg 3. og Charlotte af Mecklenburg-Strelitz, hustru til Prins Vilhelm Frederik, hertug af Gloucester og Edinburgh[21]

### Andre
- William Hastings, 1. Baron Hastings, St George's Chapels nordgang; nær ven af Edvard 4.
- Anne Manners (født St Leger), Baronesse de Ros, i det private Rutland Kapel; niece til Edvard 4. og Richard 3.
- George Manners, 11. Baron de Ros, i det private Rutland Chapel; husbond til Anne St Leger [22]
- Charles Brandon, 1. hertug af Suffolk, i 1545; Mary Tudors anden husbond
- Christopher Villiers, 1. jarl af Anglesey, i 1631
- Henry Somerset, 1. hertug af Beaufort og hans forfædre i det private Beaufort Chapel (det originale monument af Grinling Gibbons blev flyttet til St Michael and All Angels Church i 1878)
- Penyston Booth, dekan af Windsor
- Generalløjtnant Sir John Elley, i den nordlige kirkegang; almue, der udmærkede sig ved slaget ved Waterloo
- Dejazmatch Alemayehu Tewodros, den 21. november 1879; søn af Tewodros 2, kejser af Etiopien [21]

### Tidligere begravelser
- Prinsesse Victoria af Sachsen-Coburg-Saalfeld, hertuginde af Kent og Strathearn, i 1861; mor til Victoria, dronning af Storbritannien – overført til the hertuginden af Kents mausoleum senere samme år[21]
- Prins Harald af Slesvig-Holstein, i 1876; søn af prinsesse Helena af Storbritannien and Prins Christian af Slesvig-Holsten[21] – overført til Frogmore Roal Burial Ground i 1928
- Prins Francis af Teck, i 1910; bror til Mary af Teck – overført til Frogmore Royal Burial Ground i 1928[21]
- Alexander Duff, 1. hertug af Fife, i 1912; husbond til Louise, Princess Royal og far til prinsesse Alexandra, 2. hertuginde af Fife – overført til St Ninian's Chapel senere samme år[21]
- Prinsesse Louise Margareta af Prussia, Hertuginde af Connaught og Strathearn, i 1917; hustru til Prins Arthur, hertug af Connaught og Strathearn – overført til Frogmore Royal Burial Ground i 1928[21]
- Prins Christian af Slesvig-Holsten, i 1917; husbond til prinsesse Helena af Storbritannien – overført til Frogmore Royal Burial Ground i 1928[21]
- Lord Leopold Mountbatten (tidligere Prins Leopold af Battenberg), i 1922; søn af prinsesse Beatrice af Storbritannien and prins Henrik of Battenberg – overført til Frogmore Royal Burial Ground i 1928[21]
- Prinsesse Helena af Storbritannien, prinsesse Christian af Slesvig-Holsten, i 1923; datter af Victoria, dronning af Storbritannien og Prins Albert af Sachsen-Coburg og Gotha – overført til Frogmore Royal Burial Ground i 1928[21]
- Oberstløjtnant Adolphus Cambridge, 1. Markis af Cambridge (tidligere Adolphus, hertug af Teck), i 1927; bror til Mary af Teck – overført til Frogmore Royal Burial Ground i 1928[21]
- Rupert Cambridge, Viscount Trematon (tidligere prins Rupert af Teck), i 1928; søn af Alexander Cambridge, 1. jarl af Athlone (tidligere prins Alexander af Teck) and prinsesse Alice af Albany – overført til Frogmore Royal Burial Ground senere samme år[21]
- Louise, Princess Royal og Hertuginde af Fife, i 1931; datter af Edvard 7. og Alexandra af Danmark – overført til St Ninian's Chapel senere samme år[21]
- Prinsesse Victoria af Storbritannien, i 1935; datter af Edvard 7. og Alexandra af Danmark – overført til Frogmore Royal Burial Ground i 1936[21]
- Prins Arthur af Connaught, in 1938; søn af Prins Arthur, hertug af Connaught og Strathearn and prinsesse Louise Margareta af Prussia – overført til Frogmore Royal Burial Ground in 1939[21]
- Prinsesse Louise af Storbritannien, hertuginde af Argyll, i 1939 (aske); datter af Victoria, dronning af Storbritannien og Prins Albert af Sachsen-Coburg og Gotha – overført til Frogmore Royal Burial Ground i 1940[21]
- Prins Arthur, hertug af Connaught og Strathearn, i 1942; søn af Victoria, dronning af Storbritannien og Prins Albert af Sachsen-Coburg og Gotha – overført til Frogmore Royal Burial Ground i 1942[21]
- Prins George, hertug af Kent, i 1942; søn af Georg 5. og Mary af Teck – overført til Frogmore Royal Burial Ground in 1968[21]
- Prinsesse Beatrice af Storbritannien, hustru til Henrik af Battenberg, i 1944; datter af Victoria, dronning af Storbritannien og Prins Albert af Sachsen-Coburg og Gotha – overført til St Mildred's Church i 1945[21]
- Prinsesse Helena Victoria af Slesvig-Holsten, i 1948; datter af prinsesse Helena af Storbritannien og Prins Christian af Slesvig-Holsten – overført til Frogmore Royal Burial Ground i 1948[21]
- Prinsesse Marie Louise af Slesvig-Holsten (skilt fra Aribert af Anhalt), i 1956; datter af prinsesse Helena af Storbritannien og Prins Christian af Slesvig-Holsten – overført til Frogmore Royal Burial Ground i 1957[21]
- Generalmajor Alexander Cambridge, 1. jarl af Athlone (forhenværende prins Alexander af Teck), i 1957; bror til Mary af Teck – overført til Frogmore Royal Burial Ground senere samme år[21]
- Prinsesse Alice af Battenberg, hustru til Andreas af Grækenland og Danmark, i 1969; mor til prins Philip, hertug af Edinburgh – overført til Maria Magdalena kirken i Jerusalem, i 1988[21]

## I litteraturen
- Wenceslaus Hollar. View and Ground Plan of St. George's Chapel, Windsor c. 1671.

- John Henry Le Keux. St. George's Chapel, Windsor. Ground Plan 1810. Engraved after a plan by F. Mackenzie, published in Britton's Architectural antiquities of Great Britain, 1807. Copper-engraved antique plan.[26] [27]